# Массагеты
Массаге́ты (др.-греч. Μασσᾰγέται, лат. Massagetae) — имя, используемое античными авторами для обозначения ираноязычного кочевого народа, обитавшего на территории Скифии. Геродот, ссылаясь на современников, писал, что, по мнению некоторых из них, массагеты — это скифское племя.
«В современной науке установилось мнение о скифском (иранском) происхождении массагетов на основании родства их культуры с культурой исседонов, савроматов [о которых писал Геродот и которых, вслед за Плинием, отождествляют с сарматами], скифов и саков».
Связи массагетов с саками неясны, поэтому в литературе можно встретить термин «культуры сако-массагетского круга». Продолжением этой версии являются предположения о том, что одними из потомков массагетов являлись хорезмийцы, покорённые Дарием I и упоминаемые в Бехистунской надписи, которые якобы входили в некий «массагетский союз племён». При этом собственно массагеты в Бехистунской надписи не упоминаются. Геродот не включает массагетов, в отличие от саков, ни в перечень народов, подвластных Ахеменидам при Дарии, ни в перечень народов, представленных в войске Ксеркса.

## Происхождение этнонима
Существует несколько версий происхождения этнонима массагеты. Вильгельм Томашек и Йозеф Маркварт сближают его с авестийским masyo, то есть рыба. Отсюда, суффиксом множественного числа -ga, они выводят masyaka ~ masyaga, сопоставляя с сообщением Страбона, который писал, что часть массагетов (те, что живут на болотах) питается рыбой. Иными словами, Томашек и Маркварт считали, что этноним массагеты обозначает тех, кто питается рыбой.
Арриан который описывает в Индике, в западное путешествие флота Александра после кампании долины Инда (325 год до н. э.), адмирал Неарх котируется как будто они на острове под названием «Carnine». Было сказано, что будет населена «Ichthyophagoi» («Рыба едоков» в греческом языке) и где «даже баранина имела рыбный вкус». Персидская фраза Махи Хоран (Рыба едоков) стала современным названием прибрежного района Мекран.
Другие полагают, что этноним составной, образованный из частиц мас-, -сака- и -та, объясняют его как «большая сакская (скифская) орда». Так же существует версия о том, что этот этноним означает «великие (большие) геты», что, якобы, отчасти близко к «да (большие) юэчжи» древнекитайских летописей. Однако Бертхольд Лауфер, изучавший юэчжийские слова, сохранившихся в записях династии Хань, с учётом особенностей древнекитайской фонетики, восстановил слово юэчжи как sgwied-di и сопоставил его с хорошо известным названием Sogdoi, то есть Согдиане, истолковывая приставку -di как суффикс множественного числа по аналогии с осетинским, скифским, согдийским и ягнобским языками. Но ни один из античных авторов не локализует массагетов проживающими в Согдиане.
Прокофий полагает, что аланы происходят от массагетов, а массагеты от гэт или готфов. Масоги же, по священным книгам, известный народ на северо-востоке. Можно полагать, что название массагеты происходит от соединения масо и геты; народ этот был многочисленный и являлся по обеим сторонам Каспия. Дегин также полагает, что аланы суть часть массагетов, получивших сие название по жительству своему в горах.

## Область обитания массагетов
Геродот писал: «Говорят, что массагеты — племя и большое и сильное», которое обитает (др.-греч. οἰκημένον) на востоке, за рекой Аракс, напротив исседонов; что значительной частью равнины, являющейся продолжением восточного берега Каспия, владеют (др.-греч. μετέχουσι) массагеты. Таким образом, определение места обитания массагетов упирается в идентификацию геродотова Аракса.
Со слов Геродота «река Аракс текущая на восток» «из страны матиенов, изливается сорока устьями, из которых все, кроме одного, впадают в болота и топи». Страбон, описывая кавказский Аракс, находя сообщение Геродота невероятным, говорил, что «По словам Геродота, Аракс вытекает из области матиенов, а затем разветвляется на 40 рукавов, отделяя скифов от бактрийцев», чем подтверждает слова Геродота о том, что Аракс берёт своё начало из страны матиенов, которые были известны проживающими на границе Каппадокии и Армении. Страбон также говорит, что «Аракс протекает через Армению». Однако далее, ссылаясь на неизвестное науке свидетельство, якобы не дошедшее до нашего времени, Страбон говорит, что, «по словам Эратосфена, арахоты и массагеты живут рядом с бактрийцами, на запад от них, по течению Окса» (совр. Амударья), то есть на его южном берегу, так как восточнее его северных берегов простирается не Бактрия, а Согдиана, где проживали согдийцы, а не бактрийцы; там же Страбон сообщает, что Окс отделяет согдийцев и бактрийцев. Со слов Геродота, писавшего свою «Историю» в середине V века до н. э., то есть уже после победы массагетов Томирис над Киром Великим, массагеты этими территориями владели (др.-греч. μετέχουσι), а не обитали (др.-греч. οἰκημένον).
Г. Штейн доказывая, что в 11-й главе 4-й книги, как и в других главах геродотовой «Истории», в Араксе следует видеть армянский Аракс, полагал, что массагетами были вытеснены не причерноморские скифы, а туранское племя саков, которые перешли кавказский Аракс на пути в Мидию. Игорь Пьянков, изначально полагавший, что Аракс, который форсировал Кир во время похода на массагетов, — это Амударья с её каспийским рукавом Узбоем, после 11 лет изысканий, высказывал иную точку, относя это описание к кавказскому Араксу. Этой же версии придерживался Деланоз. Если следовать этим версиям, массагеты Томирис обитали на западных берегах Каспийского моря, там, где ранее было известно Закавказское скифское царство Ишкуза, а в более позднее время на этих территориях располагалось царство Маскут, где также были известны массагеты под именем маскуты (арм. форма слова массагеты). М. Геворгян, комментируя переведённую им «Историю Армении» Фавстоса Бузанда пишет, что «Маскуты или массагеты жили на берегу Каспийского моря, принадлежали к скифскому племени. По Географии VII в. Анании Ширакского, их местопребывание значится у западных берегов Каспийского моря, до города Дербента».
Многие исследователи, видя некое противоречие в сообщениях Геродота, в части массагетов владеющих значительной частью Закаспийской равнины и обитающих за Араксом, текущим на восток, предлагают версии его локализации. Существует мнение о сочетании в тексте геродотовой «Истории» сведений о кавказском Араксе и других рек. «Ф. Г. Мищенко считал, что Аракс — просто нарицательное обозначение большой реки». Однако в своей «Истории» об Араксе Геродот упоминал несколько раз, а именно в главах 201, 202, 205, 206, 209, 211 и 216 1-й книги, в главе 36 3-й книги, в главах 11 и 40 4-й книги, но нигде не говорил, что существует две (или более) реки с названием Аракс; как и не говорил, что «Аракс отделяет скифов от бактрийцев», — слов приписываемых ему Страбоном.
В настоящее время большинство исследователей отождествляют геродотов Аракс с Оксом (совр. Амударья), размещая массагетов Томирис за Оксом. Однако, ни Геродот, ни Страбон, ссылающийся на Эратосфена, не локализовали массагетов ни за Оксом, ни за Яксартом.
Существуют и другие версии. Авторы принимающие за геродотов Аракс Волгу, размещают массагетов восточнее её. Другие авторы, отождествляя его с Яксартом (совр. Сырдарья), размещают массагетов за ним или в его низовьях в дельте реки Сырдарьи где она вливается в Аральское море. Последней версии придерживались Алексей Левшин и Уильям Тарн, который полагал, что массагеты господствовали от Каспийских степей до Карпат, что на востоке их ограничивало устье Яксарта, а севернее Каспия жившие там аорсы. Центром массагетского государства был город Чирик-Рабат (Казахстан) расположенный на юго-востоке Аральского моря. Город был основан древними сако-массагетскими племенами примерно в XIV веке до н. э. Жители города владели гончарным, кузнечным, литейным искусством. В городе была своя библиотека. Чирик-Рабат был торговым центром на пути древнего Великого шёлкового пути.
По мнению профессора А. Айдосова знаменитый так называемый «Золотой человек» из Иссыкского кургана происходил из бывших жителей Чирик-Рабата, из присырдарьинских саков(дай-дахов).
Геродот писал, что царица (др.-греч. βασίλεια) массагетов Томирис, понимая, что Кир сватает не её, а её царство, отклонила его предложение, после чего Кир, устремившись к Араксу, открыто начал военный поход против массагетов и погиб в землях массагетов. Геродот считал эту битву самой жестокой из всех битв, которые были у варваров.

## Исторические сведения о массагетах
Готский историк Иордан, называя царицу массагетов Томирис гетской царицей, пишет, что она усилившись благодаря победе над Киром Великим, «пошла в ту часть Мёзии, которая, восприняв имя от Великой Скифии, ныне называется Малой Скифией, и там на мёзийском берегу Понта построила город Томы» (совр. Констанца, — несколько веков столица Малой Скифии), назвав его в честь своего имени. Георгий Вернадский, своей книге «Древняя Русь», задаётся вопросом: «Не могут ли некоторые массагетские роды рассматриваться как восточная ветвь фракийцев, смешанных с некоторыми иранскими элементами?» По его мнению, и в связи с этим, имя массагеты кажется значимым, так как одно из племён Балкан было известно под именем геты.
«Феатрон или позор исторический» (или «Лютеранский хронограф») переведённый Гавриилом Бужинским, повествует: «От магога родишася Геты и Массагеты племя Скифское». Л. Коулмен, автор «Исторической хрестоматии и атласа Библейской географии», локализует Магога на северо-западе Прикаспийской низменности. Иосиф Флавий писал: «Магог же положил начало тому народу, который от него получил название Магога, а ими (греками) именуется скифами». Иордан, повествуя о началах племени готов, ссылаясь на это сообщение Флавия, добавляет, что тот «опустил, неведомо почему, сказанное нами о началах племени готов. Упоминая лишь о корнях их от Магога, он уверяет, что зовутся они скифами и по племени, и по имени».
Однако современное состояние Готской проблемы говорит о том, что, собственно, готы-германцы, то есть германские племена, вышедшие из иордановой Скандзы, появляются на страницах «Гетики» Иордана, не ранее второй половины III века н. э., а возможно, и не ранее времён завоеваний Эрманарика. Современных исследователей привлекает не столько исторический топос в иордановом пересказе Кассиодора, сколько упоминание Иорданом о неких «древних песнях» (лат. in priscis eorum carminibus), опираясь на которые Иордан рассказывает о древности готов.
Д. Коньков, ссылаясь на А. Кристенсена, пишет: «Иордан (как и, очевидно, Кассиодор) смешивает историю гетов, скифов и готов, свободно варьируя эти этнонимы и осуществляя их взаимную подмену; тем самым формируя искусственный псевдоисторический конструкт. Собственно готы появляются на страницах „Гетики“ не ранее правления Валериана и Галлиена (вторая половина III в.)». Поэтому готы и геты, а вместе с ними и массагеты, что со слов Иордана одно и тоже, не могут являться одним и тем же племенем, как это, ссылаясь на Орозия, утверждал Иордан. Данное обстоятельство следует учитывать и при оценке поздних исторических сообщений о массагетах.
Никифор Григора рассказывает о массагетах, которые во времена Михаила Палеолога проживали за Истром (совр. Дунай): «На следующий год, когда царь возвратился в столицу, некоторые из массагетов, живущих за Истром, тайно присылают к нему посольство. Их вообще называют аланами».
Аммиан Марцеллин приводит речь Юлиана, с которой он обратился к своим солдатам: «Не стану говорить о Лукулле или Помпее, который, пройдя через земли албанов и массагетов, которых мы называем теперь аланами разбил и это племя». Иными словами, по мнению Юлиана Отступника, чьи слова цитирует Аммиан, в начале I века до н. э. массагеты находились на Прикаспийских территориях Закавказья, а со слов самого Аммиана следует, что он не видит разницы между аланами и массагетами.
Напротив, Прокопий Кесарийский выводит от массагетов гуннов, сообщая, что среди командиров в византийской коннице был Эган, «из народа массагетов, ныне называемых уннами». В другом месте своей истории Прокопий рассказывает об римском полководце Аэции, который в битве на Каталаунских полях, одержал победу над огромным войском массагетов и других скифов возглавляемых Аттилой.
Аммиан, описывая гуннов, сообщает, что они дошли до земли «аланов, древних массагетов» (лат. Halanos veteres Massagetas), произведя у них страшное истребление, при этом размещая аланов у Танаиса (совр. Дон). Однако, ссылаясь на Юлиана Кулаковского и соглашаясь с ним, Нина Пигулевская отмечает его справедливое замечание о том, что сообщаемое Аммианом положение алан у Танаиса заимствовано Аммианом из карт предшествующих ему географов и полного доверия не заслуживает.
По мнению Ю. Р. Джафарова, незначительность гуннов, после поражения нанесённого им Трдатом III, могла обуславливать их некоторую политическую зависимость от их южных соседей, — сильной конфедерации ираноязычных племён, известных под названием маскуты (арм. форма слова массагеты), что и побудило некоторых авторов говорить о существовании в IV веке на территории Северной Албании «гуннского государства» во главе с маскутским царём Санесаном.
Латинский писатель Иероним Стридонский, в 397 году совершавший паломничество на восток, когда гунны наводнили ромейские провинции Сирию и Каппадокию, сообщает, что гуннская орда (лат. Hunnorum examina) двигалась с Танаиса, где находились «невероятные», «страшные» массагеты. Весь восток «содрогнулся» от сообщений вестников, что «от далёкого Меотиса, земли ледяного Танаиса и страшного народа массагетов, [через проход] где в Кавказских ущельях Александр [Македонский] дверью запер дикие народы, вырвалась орда гуннов». Феофан Византиец утверждал, что народы, живущие на восток от Танаида (современный Дон), в древности носили имя массагетов.
Однако, на основании сообщений Аммиана, отождествлять алан, (роксалан) и массагетов, которых и Герхард Миллер, и Михаил Ломоносов, вслед за Плинием, считали единым (а Миллером и германским) племенем, нельзя. Такие утверждения нуждаются в дополнительных (например, генетических) исследованиях.

Ломоносов судит правильно, считая, под влиянием авторитета Плиния, роксоланов и аланов единым племенем. Но эта истина диаметрально противоречит его выдумке, с помощью которой он истолковывает роксоланов как руссов [то есть, по Миллеру — славян]. Ведь историкам известно, что это племя было вандальским, то есть германским, или, как предпочитают другие, — готским, и очень далёким по своему происхождению и языку от славян.
— Из полемики Миллера с Ломоносовым.

### Обычаи и образ жизни массагетов
Об обычаях массагетов известно в основном из сообщений Геродота, который писал, что образом жизни и одеждой массагеты сходны со скифами. В качестве жилищ массагетов им упоминаются кибитки. С его слов у массагетов имелись и пешие воины, и лучники, и копейщики, а также, что массагеты имели обыкновение носить секиры. Геродотом упоминаются и всадники, которые надевали на грудь своим лошадям медные панцири.
Для изготовления наконечников копий и секир массагеты употребляли медь, а головные уборы и перевязи украшали золотом, так как, со слов Геродота, этих металлов в их стране было несметное количество, в отличие от железа и серебра.
Со слов Геродота, массагеты ничего не сеяли, а занимались скотоводством и рыболовством, пили молоко. Возможно поклоняясь Митре или Сурье солнце массагеты почитали за единственного Бога, которому приносили в жертву лошадей.
Так же Геродот сообщал, что у массагетов «находятся другие деревья, которые приносят плоды такого рода», которые бросая в разведённый огонь, и вдыхая запах сожжённых плодов, массагеты пьянеют как греки от вина, а от сильного опьянения, собравшись группой, начинают петь и плясать.
В следующей главе своей «Истории» Геродот сообщает о множестве разнообразных племён, обитающих на Кавказе, где есть деревья, листья которых имеют следующее свойство.

Растерев и смешав их с водой, местные жители рисуют этой смесью изображения животных на своих одеждах. Эти изображения животных не смываются, а изнашиваются вместе с шерстью, как если бы они с самого начала были на ней вытканы.
— Геродот. История, I. 203.
Страбон писал о массагетах, что

Одежде они придают пёструю раскраску, применяя не теряющие свежести краски. У всех такого рода племён находим и некий общий образ жизни, о чём я нередко упоминаю: их погребальные обряды, обычаи и весь быт схожи; это люди самобытные, дикие и воинственные, однако при деловом общении честные и не обманщики.
— Страбон. География, XI. 8, 7.
Последние сообщения Геродота и Страбона, в части краски, не теряющей свежести и раскраски ею одежды этими племенами, так же могут свидетельствовать о локализации массагетов.
Прокопий писал, что у склавинов и антов цвет волос «не очень белый или золотистый и не совсем чёрный, но всё же они тёмно-красные», а сравнивая их образ жизни с массагетским, называл его грубым с гуннскими нравами.
О сексуальных нравах массагетов у Геродота сказано:

Каждый из них берёт в жёны одну женщину, но живут они с этими женщинами сообща. Ведь рассказы эллинов о [подобном] обычае скифов относятся скорее к массагетам. Так, когда массагет почувствует влечение к какой-нибудь женщине, то вешает свой колчан на её кибитке и затем спокойно сообщается с этой женщиной.
— Геродот. История, I. 216.
Интересны сведения о ритуальном каннибализме массагетов, встречающиеся также у Геродота:

Если кто у них доживёт до глубокой старости, то все родственники собираются и закалывают старика в жертву, а мясо варят вместе с мясом других жертвенных животных и поедают. Так умереть — для них величайшее блаженство. Скончавшегося же от какого-нибудь недуга они не поедают, но предают земле. При этом считается несчастьем, что покойника по его возрасту нельзя принести в жертву.
— Геродот. История, I. 216.

## Правители
- Спаргапис[71][неавторитетный источник][72][неавторитетный источник] (VI век до н. э.)
- Рустам[72][неавторитетный источник] (VI век до н. э.)
- Томирис (приблизительно 570—520 годы до н. э.)

## Потомки массагетов
Согласно крупному советскому ученому, первооткрывателю Древнехорезмийской цивилизации С. П. Толстову, основными потомками тюркизированных массагетов являются туркмены:
«Если мы учтём, что массагетский этнический пласт наиболее крупную роль сыграл именно в туркменском этногенезе, а в теке мы можем видеть почти прямых потомков дахов, то это сохранение хеттского комплекса одежды у туркмен рядом с отмеченными нами хетто-фракийскими параллелями древнего хорезмийского костюма может существенно подкрепить наш тезис.».
Также он отождествляет этноним «огуз» с древним массагетским племенем «аугас», подчёркивая активное участие массагетого субстрата в этногенезе тюрков Средней Азии.
Согласно БСЭ, жившие в Приаралье тюркоязычные огузы являются результатом смешения некоторых тюркских и древнемонгольских племён с частью сако-массагетских.
Азербайджанский историк XIX века Бакиханов название апшеронской деревни «Маштага» выводил из слова «массагеты». Советско-азербайджанский историк С. Ашурбейли также склонялась к мысли, что название селу Машгада (нынешней Маштаги) дали жившие на берегу Каспийского моря маскуты (массагеты античных авторов).